# Franz Schneider (Ingenieur)

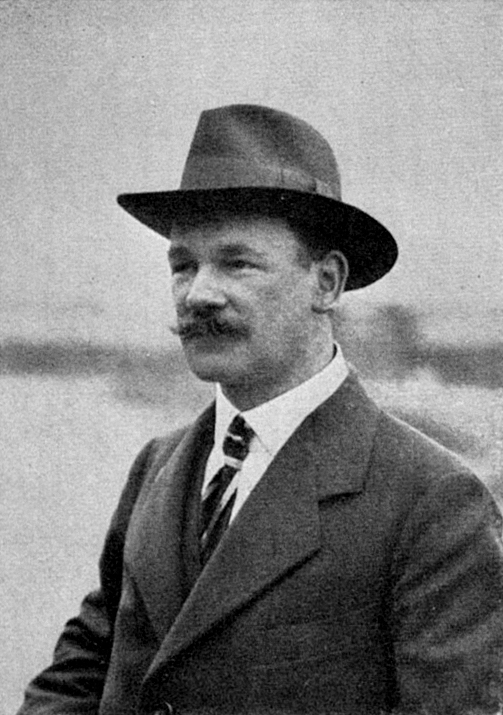
Franz Schneider 1915

Franz Schneider (* 27. September 1871 in Konstanz; † 24. Mai 1941 in Tokio) war ein Schweizer Flugzeugpionier und Unternehmer.

## Leben
Der Sohn von Wilhelmine Schneider aus Quinten lernte Feinmechaniker und Elektrotechniker. Ab 1892 war er bei Stirnemann & Weissenbach (Zürich) und Siemens-Schuckert in Nürnberg als Elektrotechniker tätig. Im Juli 1899 heiratete er Luisa Speyer (1877 in Moyeuvre-Grande – 1944 in Nagasaki), mit der er zwei Kinder hatte.

### Werksleiter bei Nieuport
1906 übernahm Schneider bei Édouard de Nieuport und dessen Bruder Charles die technische Leitung der Fabrik für Magnetzünder Nieuport Duplex in Suresnes bei Paris. Angesteckt von der Begeisterung der Gebrüder Nieuport für den Flugzeugbau, unterstützte Schneider die beiden 1908 bei Konstruktion und Bau ihres ersten Eindeckers. Das Flugzeug Nieuport N.I wurde nach erfolgreichem Erstflug in Issy-les-Moulineaux bei einer Überschwemmung zerstört. 1910 bauten sie einen voll verkleideten Eindecker, im folgenden Jahr entwickelten die Gebrüder Nieuport und Schneider für das Gordon-Bennett-Rennen einen Eindecker, der mehr als 100 km/h flog.

### Chefkonstrukteur der Luft-Verkehrs-Gesellschaft A.G.
Nach dem Unfalltod von Édouard de Nieuport im September 1911 begann Schneider als Technischer Direktor bei der Luft-Verkehrs-Gesellschaft A.G. in Johannisthal zu arbeiten, wo er neben drei verschiedenen Eindeckern die Doppeldecker LVG B und LVG C entwarf, die bei der deutschen Fliegertruppe in größerer Stückzahl eingesetzt wurden. 1914 verkaufte die LVG zwei dieser Flugzeuge nach Japan, auch die Schweiz bestellte sechs Maschinen für das Militär; der Kriegsausbruch verhinderte jedoch die Auslieferung.

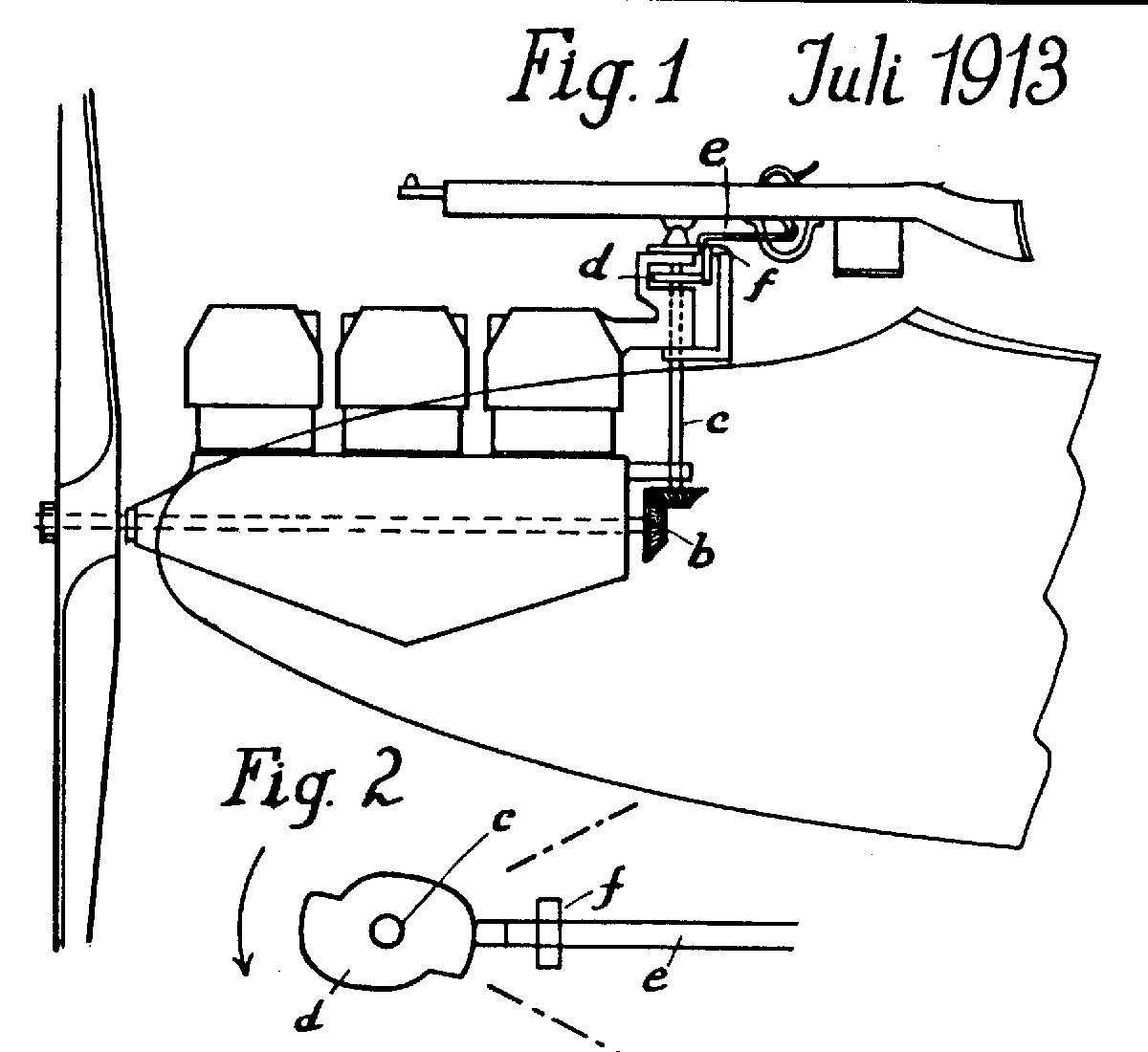
Zeichnung zum Patent

1913 ließ sich Schneider eine Abfeuerungsvorrichtung für Schußwaffen auf Luftfahrzeugen beim Deutschen Kaiserlichen Patentamt patentieren (D.R.P. Nr. 276396). Dieses Patent verwendete einen Sperrmechanismus, der über ein mit der Kurbelwelle des Motors gekoppeltes Gestänge den Abzug der Waffe sperrt, wenn sich ein Propellerblatt vor der Mündung befindet. 

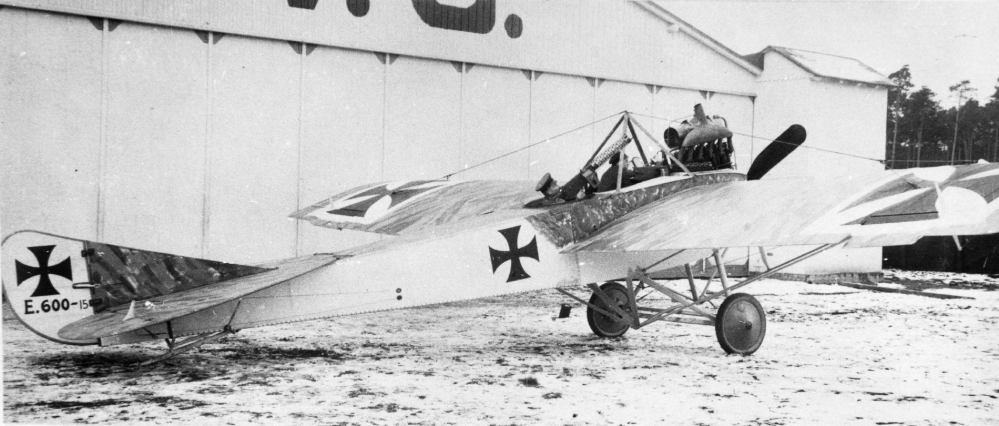
Prototyp der LVG E.I auf dem Flugplatz Johannisthal

 Diesen Mechanismus ließ Schneider 1915 in den zweisitzigen Eindecker LVG E.I einbauen, deren Beobachtersitz stattete er mit einem zweiten, beweglichen MG auf einer speziellen Drehringlafette aus, für die er ebenfalls ein Patent besaß. Die LVG E.I ging zwar beim Transport zu Praxistests an die Front verloren, doch das Prinzip von Schneiders Drehringlafette war bald Standard in deutschen Militärflugzeugen des Ersten Weltkrieges. Die Sperrvorrichtung entwickelte der Ingenieur Heinrich Lübbe für die Fokker Flugzeugwerke unter Verwendung von weiteren Patenten zu einem serienreifen Unterbrechergetriebe weiter, was einen langen Rechtsstreit zwischen Schneider und Fokker auslöste. In dessen Ergebnis wurde nach Kriegsende das Fokker-Patent Nr. 665528 vom 7. Dezember 1915 vom Reichsgericht in Leipzig gestrichen und Schneider 1919 eine Entschädigung zugesprochen.

### Unternehmerische Tätigkeit
Schneider war inzwischen deutscher Staatsbürger geworden, behielt jedoch sein Schweizer Bürgerrecht. Ende 1916 schied Schneider nach finanziellen und rechtlichen Streitigkeiten bei der LVG aus. Von der liquidierten Deutschen Eisenbahn-Speisewagen-Gesellschaft erwarb Franz Schneider Teile der Werksanlagen in Seegefeld und gründete am 22. Januar 1917 sein eigenes Unternehmen Franz Schneider Flugmaschinenwerke mit etwa 125 Mitarbeitern. Unter den Mitarbeitern befand sich der junge Viktor Carganico, die Bauaufsicht führte Leutnant Elchleb. Zwar konstruierte Schneider 1918 einen Jagdeinsitzer, doch im Werk wurden hauptsächlich Frontflugzeuge von Albatros, DFW und LVG repariert. 1919 zog Schneider mit seiner Familie nach Seegefeld. 
Flugzeuge durften nach Ende des Ersten Weltkrieges in Deutschland nur noch unter starken Einschränkungen gebaut werden, also versuchte die Firma neue Geschäftsfelder zu erschließen. Um 1920 änderte Schneider daher den Firmennamen in Franz Schneider Maschinenwerke und bot neben Bau und Vertrieb von Flugmaschinen nun auch Eisenbahnwagen und Maschinen aller Art an.
1937 ging Schneider mit seiner Familie auf Einladung eines japanischen Generals nach Japan, fünf Jahre später verstarb er in Tokio. Ing. Franz Schneiders Urne ist auf dem Ausländerfriedhof von Yokohama bestattet.